# Nagypeleske
Nagypeleske (románul Peleș) magyarok lakta falu Romániában, Szatmár megyében. Közigazgatásilag Lázári község része.

## Fekvése
A Szatmár megyében, a Szatmári-síkságon, Szatmárnémetitől 18,5 km-re északnyugatra, Lázáritól 10,5 km-re északnyugatra, a magyar határtól 1,8 km-re található. Magyarországi szomszédja Zajta.

## Története
A falu nevét az oklevelek 1348-ban említik először az oklevelek, ekkor Pylyske, 1450-ben Nagypiliske alakban írták.
1234-ben Arnold comes – az Alsólindvai Bánfiak őse – klastromot építtetett ide, melyet Szent Margit tiszteletére szenteltek.
A település ősi birtokosai a Pylyskeyek voltak, akik már a 15. század elején kihaltak.
1437-ben birtokosa a szántai Becsky család volt.
1439-ben a Csernavoday családnak voltak itt birtokai. Még ebben a században birtokosok voltak itt a Csáky és Perényi család tagjai is.
1568-ban Miksa császár vásárjogot adományozott a településnek, egy fennmaradt oklevél szerint.
Nagypeleske a szántai Becsky család maradt egészen a 19. század derekáig, a település egy része pedig a rozsályi uradalomhoz tartozott.
A 19. század elején egyedüli birtokosa a tasnádszántói (szántai) Becsky család volt, melynek a környéken szép kúriája is volt.
A 19. század közepén a Buday és báró Sennyei családoknak volt földesurai voltak a településnek.
1892-ben a község jó része leégett egy nagy tűzvészben.
A trianoni békeszerződésig Szatmár vármegye Szatmári járásához tartozott, majd Romániához került.
A második bécsi döntés következtében 1940–1944 között ismét Magyarországhoz tartozott.
A 2010-es években európai uniós támogatásból összekötő út épült Zajtáig, de csak 2017-ben nyílt meg a határátkelő Magyarország felé.

### Dombó
A falu határában feküdt valahol a valószínűleg török időkben elpusztult Dombó település is, melynek a 15. századig van nyoma.
1373-ban már a Pylyskeyek birtokaként volt számon tartva.
1428-ban a Dombai család volt birtokosa, mely a maga részeit a Csáky család tagjainak adta el.

## Nevezetességek
- Görögkatolikus temploma 1832-ben épült.
- A faluban született Zeller Mihály (Nagypeleske, 1859 – Rákosliget, 1921) magyar festő.
- A falu szülötte Mikola András (Nagypeleske, 1884 – Nagybánya, 1970) magyar festő, a nagybányai művésztelep tagja.
- A faluban van eltemetve Rátz Péter (Császló, 1879. október 27. – Nagypeleske, 1945. augusztus 28.) magyar festő, a Nagybányai művésztelep tagja.